# Bretigny, Côte-d'Or
Bretigny là một xã ở tỉnh Côte-d’Or trong vùng Bourgogne, phía đông nước Pháp. Khu vực này có độ cao trung bình 232 mét trên mực nước biển.